# Municipio de Franklin (condado de Macon)
El municipio de Franklin (en inglés: Franklin Township) es un municipio ubicado en el  condado de Macon en el estado estadounidense de Carolina del Norte. En el año 2010 tenía una población de 14.509 habitantes.

## Geografía
El municipio de Franklin se encuentra ubicado en las coordenadas 35°10′26.34″N 83°23′43.56″O / 35.1739833, -83.3954333.